# Distretto di Trompeteros
Il distretto di Trompeteros è uno dei cinque distretti della provincia di Loreto, in Perù. Si trova nella regione di Loreto e si estende su una superficie di 12.246 chilometri quadrati.
Istituito il 18 giugno 1987, ha per capitale la città di Villa Trompeteros.